# Gara
För andra betydelser, se Gara (olika betydelser).
Gara är en ort (by) i provinsen Bács-Kiskun i södra Ungern. Orten har 2 065 invånare (2024), på en yta av 59,96 km². Den ligger vid gränsen till Serbien, cirka 17,5 kilometer sydost om Baja.

## Historia
Gara nämndes första gången år 1290 och namnet kommer från familjenamnet Garai. Den mest accepterade teorin är att namnet Gara kommer från det slaviska ordet som betyder kulle. (Den ursprungliga byn låg på en liten kulle, fyra kilometer längre bort.)
Under det osmanska riket skall det enligt turkiska taxeringslistor ha funnits 25 hus här. Byn förstördes dock men efter att Kungariket Ungern återtog sina förlorade områden återuppfördes byn. År 1731 hade orten 277 invånare och 1734 började tyskar bebygga området. Den första skolan öppnades 1755 av János Bary.
År 1895 blev Gara sammankopplad med det nationella tågsystemet. Linjen stängdes dock 1971 efter minskad trafik.

## Demografi
I Gara lever flera etniska minoriteter. Vid folkräkningen 2011 betecknade sig 79,6 % av invånarna som ungrare, 9,3 % som kroater, 9,0 % som tyskar och 2,1 % som romer.